# Cerretto Langhe
Cerretto Langhe är en ort och kommun i provinsen Cuneo i regionen Piemonte i Italien. Kommunen hade 430 invånare (2018).